# Stefan Grand Prix
Stefan Grand Prix (SGP, серб. Стефан гранд при) — проект сербской команды Формулы-1, возглавляемый Зораном Стефановичем.

## 1998 год

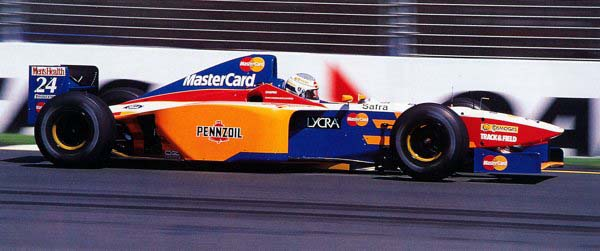
1997 год. Lola T97/30 команды MasterCard Lola.

Впервые имя Зорана Стефановича было упомянуто в связи с Формулой-1 в 1998 году, когда он попытался выкупить болиды T97/30 команды MasterCard Lola 1997 года выпуска и заявиться с ними на новый сезон. Этот проект не привёл ни к каким результатам.

## Тендер 2009 года
В 2009 году Международная автомобильная федерация (FIA) открыла три вакансии для новых команд Формулы-1. Было принято 15 заявок. Из них FIA выбрала британский Manor (позже получивший название Virgin Racing), испанский Campos Meta 1 (накануне начала сезона-2010 сменивший владельца и название на Hispania Racing F1 Team) и американский Team US F1 (дебют в Ф-1 не состоялся, команда прекратила своё существование). Одним из участников тендера была команда Stefan Grand Prix. Общественность впервые узнала об амбициях Стефановича после того как он подал иск на FIA в Еврокомиссию. Стефанович утверждал, что федерация проводила отбор команд пристрастно. Обязательным условием для выхода на старт сезона 2010 года было подписание контракта на поставку двигателей с Cosworth. Кроме того, FIA, по словам Стефановича, отдавала предпочтение коллективам, которые не могут сами разрабатывать шасси и должны будут давать заказ сторонним дизайнерским фирмам. Тогда как SGP имела поддержу сербской самолётостроительной оборонной компании AMCO и могла сама разрабатывать и строить шасси.

## Сотрудничество сToyotaMotorsport
В ноябре 2009 года Toyota объявила об уходе из Формулы-1, вслед за Honda и BMW. Вопреки первоначальным планам, руководство японской команды решило продать шасси TF110 Стефановичу. Кроме того, на работу в SGP было принято несколько ключевых сотрудников из Тойоты. В прессе писалось, что есть вероятность, что освободившуюся вакансию, 13-ю и последнюю, займёт Stefan Grand Prix. Однако она была отдана команде Петера Заубера, что и было наиболее вероятно[уточнить].
Согласно информации издания Motorsport-total 21 декабря 2009 года шасси Toyota TF110 (на том момент именуемое как Stefan ZS-01), разработанное под руководством Паскаля Васселона для Тойоты на сезон 2010 года, прошло краш-тесты в Италии. Однако они[кто?] не имели официального статуса FIA.
Стефанович заявил, что если команда не сможет получить место в чемпионате мира в 2010 году, то посвятит этот год тестам, подобно тому как Тойота перед дебютом в 2002 году провела целый тестовый сезон.
В случае, если сезон-2010 станет для SGP тестовым, то Стефанович был готов проводить коммерческие тесты для гонщиков из других команд, поскольку действующий регламент запрещал командам Формулы-1 проводить тесты для пилотов по ходу сезона.

## Попытки дебюта в 2011 году
Команда подала заявку на участие в тендере на замещение вакансии 13-й команды Формулы-1 с 2011 года. На тот момент конкурентами Стефановича являлись лишь два коллектива — испанский Epsilon Euskadi и итальянский Durango. Prodrive и некоторые другие участники тендера 2009 года выразили свою незаинтересованность в участии в новом тендере.
SGP была уверена в победе на тендере и опубликовала список из 12 гонщиков, которых рассматривала в качестве потенциальных пилотов:
1. Жак Вильнёв
2. Нараин Картикеян
3. Кадзуки Накадзима
4. Пастор Мальдонадо
5. Бертран Багетт
6. Себастьен Лёб
7. Ральф Шумахер
8. Кристиан Клин
9. Карун Чандхок
10. Такума Сато
11. Адриан Валлес
12. Александрос Маргаритис

## Технический парк Stefan[4]
Зоран Стефанович был намерен построить в 25 км от Белграда Технический парк Stefan, в который также должна была войти трасса, способная принимать Гран-при Формулы-1.
Команда предоставила данные будущей трассы:
- Длина — 3538,57 м
- Главная прямая — 807,21 м
- Ширина стартовой прямой — 15 м
- Ширина остальной части трассы — 12 м
- Количество прямых — 5
- Повороты — 16
- Левые повороты — 5
- Правые повороты — 11